# Vili (langue)
Pour les articles homonymes, voir Vili.
Ne doit pas être confondu avec Ibhili.
Le vili (ou kivili, fiot, fiote, tsivili, tchivili, tshivili, civili) est une langue bantoue parlée en Afrique centrale, particulièrement en république du Congo, au Cabinda et au Gabon.

## Nombre de locuteurs

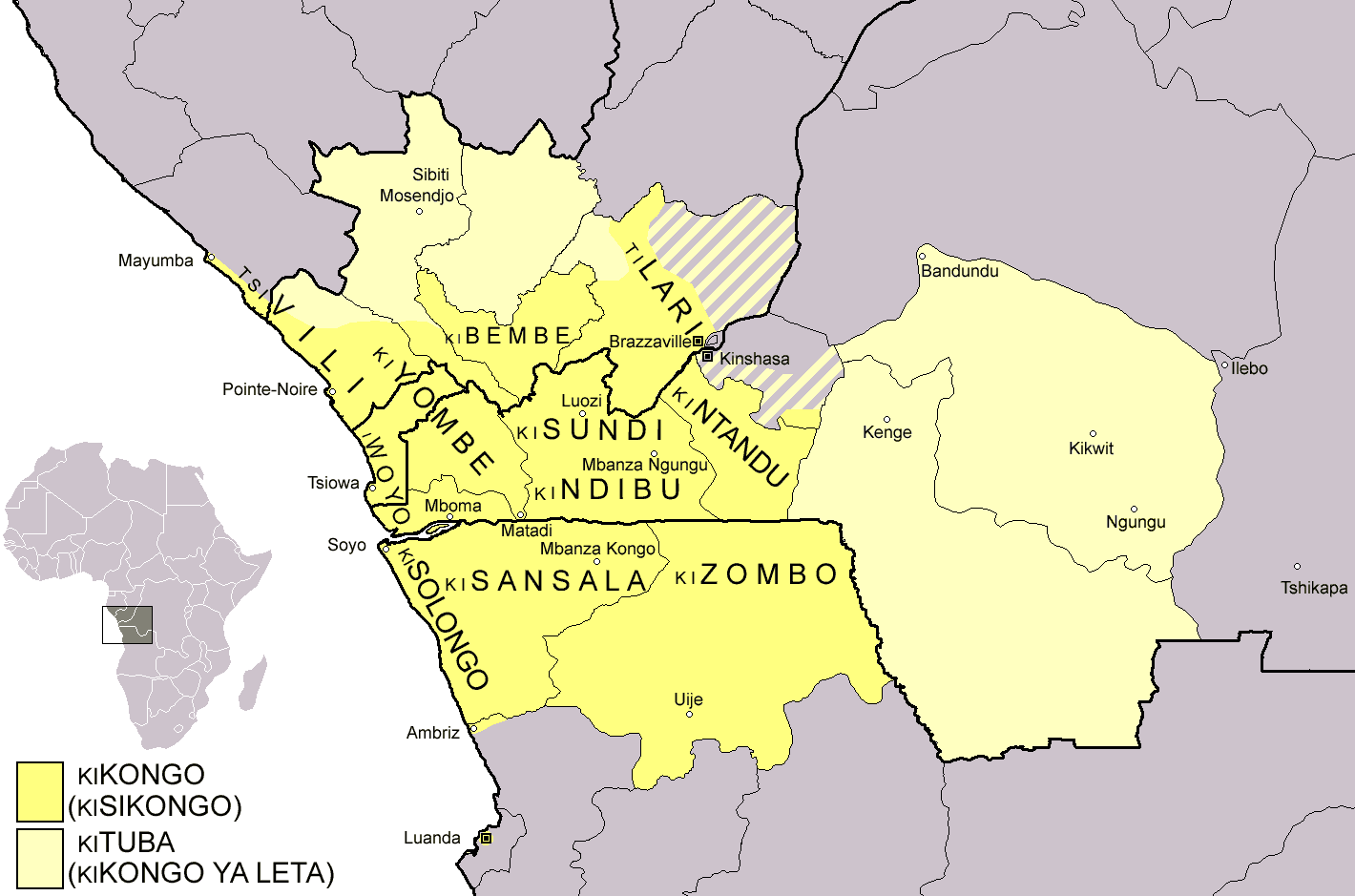
Répartition Kongo vs Kituba.

On dénombre 14 690 locuteurs, dont 11 000 au Congo en 2014 et 3 690 au Gabon en 2000.

## Langue vili

### Origine
Au moment de la splendeur du royaume de Loango, la langue Vili était la langue référente de la cour du roi Maloango et de la classe moyenne. C'est la raison pour laquelle, elle était appelée Ciluangu ou Cilwangu (Tchiloango en français) qui signifie parler le Loango.

### Grammaire
Les pronoms personnels sujets en vili  :
| Pronoms personnels sujets en civili  | Traduction en français |
| ------------------------------------ | ---------------------- |
| Minu                                 | Je                     |
| Njeeyi / Njeye (Ndjeye) / Nje (Ndje) | Tu                     |
| Nandi / Naandi                       | Il ou elle             |
| Befo / Beso / Beesu                  | Nous                   |
| Beno / Beenu                         | Vous                   |
| Bau / Baawu                          | Ils ou elles           |

## Œuvres écrites

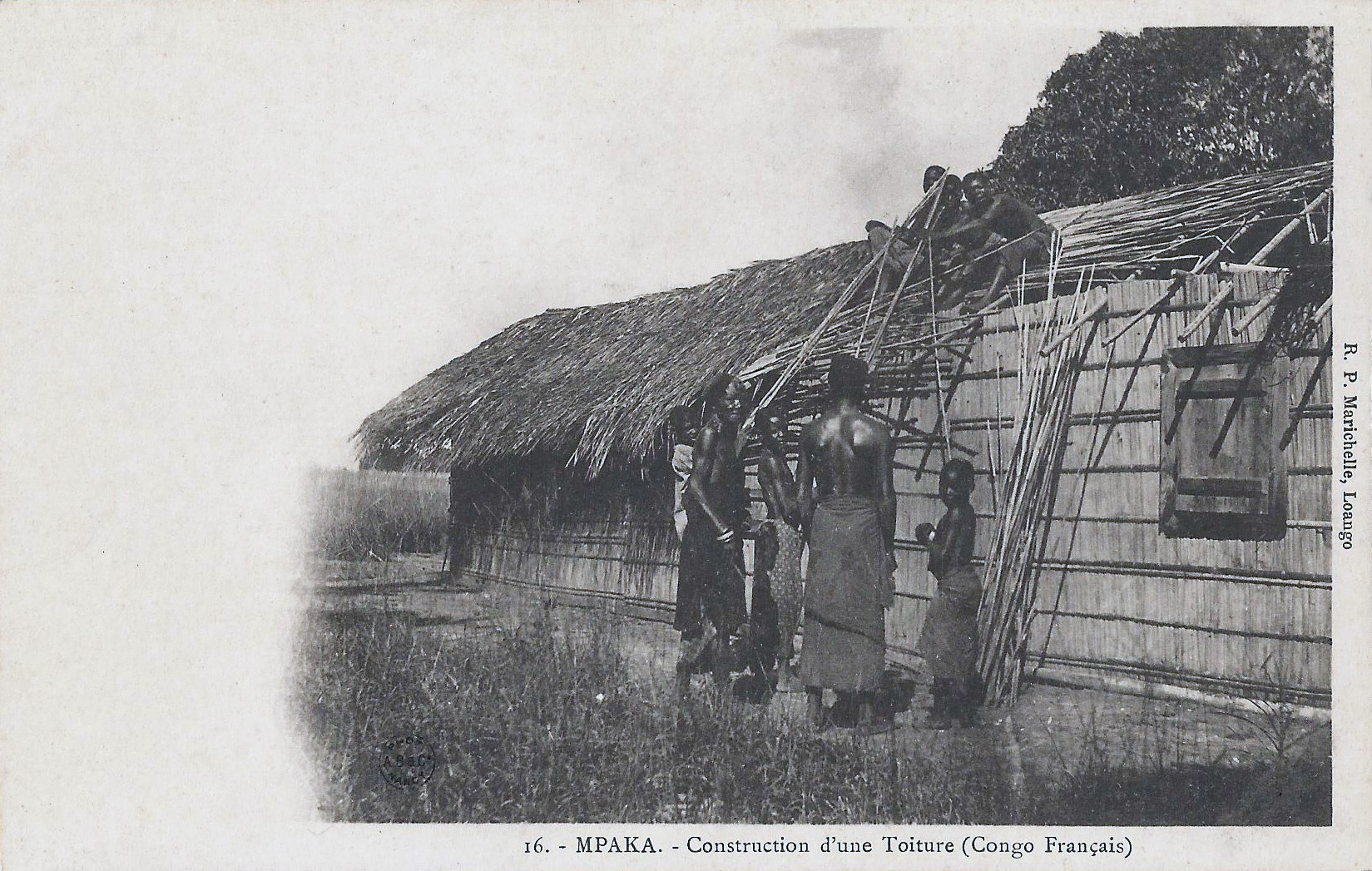
Construction d'une toiture par les Vili de Mpaka (phot. R.P. Marichelle).

Christophe Marichelle (Beaurevoir, 1869 - Loango (Congo), 1929), est un missionnaire et dialecticien français. Orphelin à l'âge d'un an, il est recueilli par son oncle maternel, prêtre à la cathédrale de Laon. Il suit ses études théologiques au petit séminaire de Liesse-Notre-Dame. Il est ordonné prêtre des missions étrangères et part en mission au Royaume de Loango au Congo pour évangéliser les populations locales de la tribu Vili. Durant son sacerdoce, il apprend leur dialecte et en publie une grammaire et un dictionnaire français-vili unique encore à ce jour.
À partir de 1937, le nationaliste, Pierre Tchicaya de Boempire est le premier autochtone à écrire en langue Vili, afin de mettre en valeur les us et coutumes de cette culture, Il a notamment composé et écrit des proverbes et des cantiques, notamment dans sa mission pastorale. Il a également traduit la Bible, la Congolaise, hymne national congolais et la Marseillaise, l'hymne national français pour les rendre accessibles au plus grand nombre.
L'ethnolinguiste Jean Dello, dans l'ensemble de ses œuvres, traite de la sauvegarde des langues vernaculaires en général et du Vili en particulier, l'une des langues de son département de naissance, le Kouilou. En effet, ces langues, dont le support est presque uniquement oral, sont menacées de disparition. De plus, les jeunes générations sont attirées par le mode de vie occidental avec comme corollaire l'abandon des valeurs traditionnelles.
Jean Dello s'évertue donc à collecter, archiver et promouvoir des données ethnolinguistiques et littéraires relatives à ces langues.